# Мисс Беларусь
Мисс Беларусь (бел. Міс Беларусь) — национальный конкурс красоты. Проводится в Беларуси раз в два года, начиная с 1998 года.
Финалистки принимают участие в конкурсах Мисс Европа, Топ-модель Мира, Мисс Супранешнл, Мисс Интернешнл, Мисс Земля, Мисс Мира, Мисс Global победительница — в конкурсе Мисс Вселенная. В 2012 году финалистка национального конкурса красоты Мисс Беларусь 2008 Екатерина Бурая стала победительницей международного конкурса красоты Мисс Супранешнл, который проходил в Польше, тем самым принеся стране первую победу на международном конкурсе красоты уровня А. В 2018 году победительница конкурса Мисс Беларусь 2018 Мария Василевич стала 2-й Вице-Мисс международного конкурса красоты Мисс Мира в Китае, а также удостоилась континентального титула Мисс Мира — Европа.
Организаторами Национального конкурса красоты являются Министерство культуры Республики Беларусь, телеканал ОНТ и Национальная школа красоты.

## Победительницы национального конкурса красоты Мисс Беларусь
| Конкурс            | Победительница       | Родной город |
| ------------------ | -------------------- | ------------ |
| Мисс Беларусь-1998 | Светлана Крук        | Гродно       |
| Мисс Беларусь-2000 | Анна Стычинская      | Могилёв      |
| Мисс Беларусь-2002 | Ольга Невдах         | Брест        |
| Мисс Беларусь-2004 | Ольга Антропова      | Полоцк       |
| Мисс Беларусь-2006 | Екатерина Литвинова  | Могилёв      |
| Мисс Беларусь-2008 | Ольга Хижинкова      | Витебск      |
| Мисс Беларусь-2010 | Людмила Якимович     | Гродно       |
| Мисс Беларусь-2012 | Юлия Скалкович       | Брест        |
| Мисс Беларусь-2014 | Виктория Миганович   | Сморгонь     |
| Мисс Беларусь-2016 | Полина Бородачёва    | Минск        |
| Мисс Беларусь-2018 | Мария Василевич      | Минск        |
| Мисс Беларусь-2021 | Дарья Гончаревич     | Минск        |
| Мисс Беларусь-2023 | Элеонора Качаловская | Гомель       |

## Представительницы Беларуси на международном конкурсе Мисс Вселенная
| Год  | Страна-хозяйка конкурса | Представительница    | Родной город | Результат на конкурсе Мисс Вселенная |
| ---- | ----------------------- | -------------------- | ------------ | ------------------------------------ |
| 2024 | Мексика                 | Элеонора Качаловская | Гомель       |                                      |

## Представительницы Беларуси на международном конкурсе Мисс Мира
| Год  | Страна-хозяйка конкурса | Представительница   | Родной город  | Результат на конкурсе Мисс Мира |
| ---- | ----------------------- | ------------------- | ------------- | ------------------------------- |
| 2000 | Великобритания          | Светлана Крук       | Гродно        |                                 |
| 2003 | Китай                   | Ольга Невдах        | Брест         |                                 |
| 2004 | Китай                   | Ольга Антропова     | Полоцк        |                                 |
| 2006 | Польша                  | Екатерина Литвинова | Могилёв       |                                 |
| 2007 | Китай                   | Алена Аладка        | Минск         |                                 |
| 2008 | ЮАР                     | Ольга Хижинкова     | Витебск       |                                 |
| 2009 | ЮАР                     | Юлия Синдеева       | Марьина Горка |                                 |
| 2010 | Китай                   | Людмила Якимович    | Гродно        | Топ 5 Мисс Талант               |
| 2011 | Великобритания          | Анастасия Харланова | Гомель        |                                 |
| 2012 | Китай                   | Юлия Скалкович      | Брест         |                                 |
| 2013 | Индонезия               | Мария Величко       | Витебск       | Топ 20 Лучшее интервью          |
| 2014 | Великобритания          | Виктория Миганович  | Сморгонь      |                                 |
| 2016 | США                     | Полина Бородачёва   | Минск         |                                 |
| 2018 | Китай                   | Мария Василевич     | Минск         | 2 Вице-Мисс, Мисс Мира — Европа |
| 2019 | Великобритания          | Анастасия Лавринчук | Минск         | Топ 20 Head-to-Head Challenge   |

## Представительницы Беларуси на конкурсе Мисс Supranational
| Год  | Страна-хозяйка конкурса | Участница            | Родной город | Результат на конкурсе Мисс Supranational |
| ---- | ----------------------- | -------------------- | ------------ | ---------------------------------------- |
| 2009 | Польша                  | Марина Лепеша        | Минск        | 1 Вице-мисс Supranational 2009           |
| 2010 | Польша                  | Алена Тереня         | Минск        |                                          |
| 2011 | Польша                  | Людмила Якимович     | Гродно       | 1 Вице-мисс Supranational 2011           |
| 2012 | Польша                  | Екатерина Бурая      | Бобруйск     | Мисс Supranational 2012                  |
| 2013 | Республика Беларусь     | Вероника Чачина      | Гомель       | Топ 20, Мисс Supranational Европа        |
| 2014 | Польша                  | Кристина Марцинкевич | Минск        | Топ 20                                   |
| 2015 | Польша                  | Яна Жданович         | Бобруйск     |                                          |
| 2016 | Польша                  | Полина Пимахина      | Минск        | Топ 10                                   |
| 2017 | Польша                  | Ольга Грибовская     | Минск        |                                          |
| 2018 | Польша                  | Маргарита Мартынова  | Минск        | Топ 25, Топ-модель Европы                |
| 2019 | Польша                  | Каролина Борисевич   | Гродно       |                                          |

## Представительницы Беларуси на конкурсе Мисс International
| Год  | Страна-хозяйка конкурса | Участница             | Родной город  | Результат на конкурсе Мисс International |
| ---- | ----------------------- | --------------------- | ------------- | ---------------------------------------- |
| 2007 | Япония                  | Юлия Синдеева         | Марьина Горка | 2 Вице-мисс International 2007           |
| 2008 | Макао                   | Татьяна Ринейская     | Минск         | Мисс Натуральная красота                 |
| 2009 | Китай                   | Яна Супранович        | Минск         | Топ 5                                    |
| 2010 | Китай                   | Дарья Саладуха        | Минск         |                                          |
| 2011 | Китай                   | Ульяна Волоховская    | Минск         |                                          |
| 2012 | Япония                  | Анастасия Пограничная | Минск         |                                          |
| 2014 | Япония                  | Наталья Бриштен       | Минск         |                                          |
| 2015 | Япония                  | Алена Савчук          | Минск         |                                          |
| 2016 | Япония                  | Полина Цегалко        | Слуцк         |                                          |
| 2017 | Япония                  | Полина Пимахина       | Минск         |                                          |
| 2019 | Япония                  | Мария Первий          | Бобруйск      | Топ 15                                   |
| 2022 | Япония                  | Карина Киселева       | Минск         |                                          |

## Представительницы Беларуси на конкурсе Мисс Global
| Год       | Страна-хозяйка конкурса | Участница          | Родной город | Результат на конкурсе Мисс Global |
| --------- | ----------------------- | ------------------ | ------------ | --------------------------------- |
| 2017      | Камбоджа                | Наталья Протасевич |              |                                   |
| 2018      | Филиппины               | Анна Мороз         |              | Топ 20                            |
| 2021/2022 | Индонезия               | Мария Ходаковская  |              |                                   |
| 2025      | Таиланд                 | Дарья Гончаревич   | Минск        | Топ 12                            |

## Представительницы Беларуси на конкурсе Мисс Земля
| Год  | Страна-хозяйка конкурса | Участница          | Родной город | Результат на конкурсе Мисс Земля              |
| ---- | ----------------------- | ------------------ | ------------ | --------------------------------------------- |
| 2017 | Филиппины               | Полли Каннабис     | Минск        |                                               |
| 2018 | Филиппины               | Анастасия Щепанова | Минск        |                                               |
| 2019 | Филиппины               | Алиса Манёнок      | Барановичи   | Мисс Земля — Огонь (3 Вице-мисс)              |
| 2020 | Онлайн-формат           | Мария Резнюк       | Минск        | Топ 20                                        |
| 2021 | Онлайн-формат           | Мария Первий       | Бобруйск     | Топ 20                                        |
| 2022 | Филиппины               | Лилия Левая        | Минск        | Лучший национальный костюм, Best Fauna Outfit |
| 2023 | Вьетнам                 | Карина Киселева    | Минск        |                                               |
| 2024 | Филиппины               | Екатерина Щеглова  | Минск        |                                               |

## Представительницы Беларуси на конкурсе Мисс Интерконтиненталь
| Год  | Страна-хозяйка конкурса  | Участница          | Результат на конкурсе Мисс Интерконтиненталь                          |
| ---- | ------------------------ | ------------------ | --------------------------------------------------------------------- |
| 2006 | Багамские Острова        | Антуанет Уоллнер   |                                                                       |
| 2007 | Сейшельские Острова      | Алена Сенаторова   |                                                                       |
| 2008 | Польша                   | Любовь Яковина     | 2 Вице-мисс Интерконтиненталь 2008, Мисс Европа                       |
| 2009 | Республика Беларусь      | Мария Есьман       | 1 Вице-мисс Интерконтиненталь 2009, Мисс Европа, Мисс Конгениальность |
| 2010 | Доминиканская Республика | Анна Киндрук       |                                                                       |
| 2016 | Шри-Ланка                | Алина Женетль      |                                                                       |
| 2017 | Египет                   | Анастасия Щепанова |                                                                       |
| 2018 | Филиппины                | Каролина Черношей  | Лучший дизайнер                                                       |
| 2019 | Египет                   | Карина Киселева    |                                                                       |
| 2021 | Египет                   | Карина Караханова  |                                                                       |

## Представительницы Беларуси на конкурсе Мисс Европа
| Год  | Страна-хозяйка конкурса | Участница         | Результат на конкурсе Мисс Европа |
| ---- | ----------------------- | ----------------- | --------------------------------- |
| 1995 | Турция                  | Наталья Макей     |                                   |
| 1996 | Албания                 | Елена Щербак      | 1 Вице-мисс Европа                |
| 1997 | Украина                 | Анна Дирек        |                                   |
| 1999 | Ливан                   | Светлана Крук     | Топ 15                            |
| 2001 | Ливан                   | Алеся Шмигельская | Топ 15                            |
| 2002 | Ливан                   | Ольга Невдах      | Топ 15                            |
| 2003 | Франция                 | Ольга Сережникова |                                   |
| 2005 | Франция                 | Ольга Герасимович |                                   |
| 2006 | Украина                 | Юлия Синдеева     | 4 Вице-мисс Европа                |

## Представительницы Беларуси на конкурсе Топ-модель Мира
| Год  | Страна-хозяйка конкурса | Участница         | Результат на конкурсе Топ-модель Мира |
| ---- | ----------------------- | ----------------- | ------------------------------------- |
| 2005 | Китай                   | Юлия Родионова    | Топ 10                                |
| 2008 | Египет                  | Алена Аладка      | 1 Вице-мисс Топ-модель Мира 2008      |
| 2009 | Германия                | Юлия Синдеева     | Топ 15, Мисс Фотогеничность           |
| 2013 | Египет                  | Настассья Яремчук |                                       |
| 2015 | Египет                  | Валерия Болдырава |                                       |
| 2017 | Египет                  | Полина Пимахина   | Топ 6, Лучшее тело                    |
| 2020 | Египет                  | Янина Храмцова    |                                       |
| 2023 | Египет                  | Юлия Кул          |                                       |